# Kraftwerk Kendal
Das Kraftwerk Kendal in Südafrika war bis höchstens 2021 das leistungsstärkste Kohlekraftwerk Südafrikas. Es liegt ungefähr 40 Kilometer südwestlich von eMalahleni in der Provinz Mpumalanga.
Es wurde ab 1982 von Eskom, dem größten Stromversorger in Südafrika, erbaut. 1993 ging der letzte Block in Betrieb.
Das Kraftwerk umfasst sechs Blöcke mit je 686 MW installierter Leistung, insgesamt hat es 4116 Megawatt installierte Leistung. 2001 wurden davon 3840 Megawatt als Output genutzt.
Die durchschnittliche Verfügbarkeit über die letzten drei Jahre lag bei 93,69 %, die mittlere Stromproduktion pro Jahr bei 24.691 Gigawattstunden. Es produziert jährlich 24,3 Millionen Tonnen Kohlendioxid.
Das Kraftwerk war die größte Anlage der Welt, welche Kühltürme mit indirekter Trockenkühlung einsetzt. Die Kühltürme haben an der Basis einen Durchmesser von 165 m und sind auch 165 m hoch.